# Callodicopus
Callodicopus is een geslacht van vliesvleugeligen uit de familie Mymaridae. De wetenschappelijke naam van dit geslacht is voor het eerst geldig gepubliceerd in 1955 door Ogloblin.

## Soorten
Het geslacht Callodicopus omvat de volgende soorten:
- Callodicopus crassula Ogloblin, 1955
- Callodicopus cursor Ogloblin, 1955
- Callodicopus longicornis Ogloblin, 1955
- Callodicopus magniclavae (Annecke, 1961)
- Callodicopus silvestriana Ogloblin, 1955